# Antti Ikonen
Antti Ikonen (Nurmijärvi, 1968) è un tastierista finlandese di genere heavy metal, famoso per essere stato il primo tastierista della band power metal Stratovarius. È inoltre un compositore e sound designer.

## Biografia
Antti Ikonen ha iniziato la sua carriera come compositore e ingegnere del suono già nei primi anni '80. Si è laureato con un "Master of Arts" presso la "Aalto University" e ha lavorato come insegnante di sound design e tecnologia musicale in diverse università e college dall'inizio degli anni '90. La produzione di Ikonen comprende musica e suoni per opere di danza, opere teatrali, performance, cortometraggi, radio, mostre d'arte, opere spaziali e media interattivi, oltre a installazioni sonore e composizioni per vari ensemble. Ha lavorato come produttore radiofonico e multimediale negli anni '80 e '90, e sta ancora attivamente svolgendo un lavoro di sound design oltre al suo lavoro di insegnamento.

### Gli Stratovarius e i progetti con Timo Tolkki
Nel 1987 Antti Ikonen ha deciso di unirsi agli Stratovarius, diventando il primo tastierista della loro storia musicale. È rimasto nel gruppo per sette anni, esibendosi in vari gloriosi concerti e pubblicando con la band quattro album rimanendo celebre per i suoi rapidi duetti col chitarrista Timo Tolkki. Ha inoltre preso parte al progetto solista di Timo Tolkki,Classical Variations and Themes (1994). Ha lasciato la band nel 1995, venendo definitivamente sostituito da Jens Johansson. Dal 2014 è tornato a collaborare con Timo Tolkki per i seguenti progetti: Timo Tolkki's Avalon (2014), Renaissance Acoustica (2023) e Timo Tolkki's Strato (2023).
Attualmente lavora come docente universitario senior in musica e sound design presso il "Media Laboratory" della Aalto University, dove è responsabile del programma di master sound.

## Discografia

### Con gli Stratovarius
- Fright Night - 1989
- Twilight Time - 1992
- Dreamspace  - 1994
- Fourth Dimension - 1995

### Con Timo Tolkki
- Classical Variations and Themes - 1994
- Renaissance Acoustica - 2023